# Fowler (Kansas)
Fowler è una città degli Stati Uniti d'America, situato nello Stato del Kansas, nella contea di Meade.